# Guerra anglo-española (1585-1604)
La guerra anglo-española (1585-1604) fue un conflicto bélico entre los reinos de Inglaterra, gobernado por Isabel I de Inglaterra, y de España, donde reinaba Felipe II. La guerra comenzó con victorias inglesas como la de Cádiz en 1587, y la pérdida de la Armada Invencible en 1588, pero diversas victorias españolas como la de la Contraarmada en 1589, así como la enorme mejora en la escolta de las flotas de Indias y la rápida recuperación de España ante las pérdidas acabaron por debilitar definitivamente a Inglaterra y desembocaron en la firma de un tratado de paz favorable a España en Londres en 1604.

## Las causas
Los motivos que llevaron a Felipe II a la guerra fueron económicos, políticos y religiosos:
- Políticamente, el creciente poder de la Monarquía hispánica (que en 1580 había anexionado los dominios portugueses, estaba en constante expansión en América, y contaba con el apoyo de los Habsburgo en Alemania y de los príncipes italianos) era considerado por Inglaterra una amenaza para su seguridad. Inglaterra prestaba su apoyo a los principales enemigos de España:

- En los Países Bajos se libraba la guerra de los Ochenta Años, en la que las Provincias Unidas luchaban para conseguir su independencia de la Corona española. Aunque desde el comienzo de la guerra hubo presencia militar inglesa junto a las tropas neerlandesas, en 1585 este apoyo se oficializó con la firma del Tratado de Nonsuch, mediante el cual se pactaba una alianza militar anglo-neerlandesa contra España.

- En Portugal, que había sido anexionado a la Corona española en 1580, el pretendiente al trono portugués, don Antonio, contaba con el favor de Inglaterra.

- En el aspecto religioso las desavenencias entre ambos países venían de los tiempos de Enrique VIII de Inglaterra. El protestantismo inglés se enfrentaba al catolicismo español; Isabel I de Inglaterra había sido excomulgada por el papa Pío V en 1570, y Felipe II de España había firmado en 1584 el tratado de Joinville con la Santa Liga de París, a fin de combatir el protestantismo.
- En el aspecto económico, las constantes expediciones de los corsarios ingleses contra los territorios españoles en las Indias y contra la flota del tesoro, que cargada de riquezas alimentaba las finanzas de la metrópoli, suponían para España una amenaza a sus intereses económicos. El corsario sir John Hawkins inició la participación inglesa en el tráfico de esclavos en 1562, ganando enseguida el apoyo real inglés. Los ataques de los corsarios, como la batalla de San Juan de Ulúa nunca fueron grandes victorias, pero sí suponían una molestia para Felipe II. España consideraba el tráfico no regulado legalmente con las Indias Occidentales como contrabando ilegal. En la década entre 1560 y 1570 fueron atacadas varias plazas y hundidos o capturados algunos barcos españoles en las Indias.[7]

## La guerra

### Inicios
Si bien, oficialmente, la guerra comenzó en 1585, el antecedente directo y determinante habría sido la toma por parte española de las islas Azores en la batalla naval de la isla Terceira, en que la flota española ocasionó una contundente derrota a la flota francesa apoyada por un contingente británico. La unión bajo un único cetro de las dos potencias marítimas más relevantes del momento (España y Portugal), suponía la asfixia comercial y militar del resto de países a los que quedaron muy pocas opciones. Para contrarrestar tal desequilibrio, solo existía una opción: aprovechar la única debilidad de Felipe II en ese momento, que era el enorme tamaño y consecuente dispersión de las posesiones españolas a la largo de miles y miles de kilómetros de costas continentales, además de las numerosísimas islas.
Semejante enormidad no podía ser defendida en todos y cada uno de los centenares de puertos, por lo tanto, la estrategia era muy clara: España, como tal, en un sentido estratégico, no podía ser atacada; sin embargo, sus puertos podían ser objeto de ataques por sorpresa que serían exitosos si se concentraba la fuerza suficiente. En octubre de ese año Drake navegó por la costa oeste ibérica, saqueando Vigo y Santiago de Cabo Verde, además de intentar hacer lo mismo en La Palma, donde el asalto no tuvo éxito; cruzó a las Indias Occidentales capturando Santo Domingo y Cartagena de Indias, por cuya devolución exigió a las autoridades locales el pago de un rescate, y San Agustín (en la Florida). Irritado por estos ataques, Felipe II mandó armar una gran flota con la misión de invadir Inglaterra: si bien Inglaterra estaba muy lejos de poder atacar los puntos vitales del Imperio español como Lisboa o Madrid, España sí estaba en disposición de asestar un golpe directo al corazón de Inglaterra: España podía atacar Londres.
La ejecución de María I de Escocia en febrero de 1587 ultrajó a los católicos de la Europa continental. Su reivindicación al trono fue heredada por Felipe, que era viudo de María I de Inglaterra. En julio del mismo año, Felipe recibe autorización del papa Sixto V para deponer a Isabel, que ya en 1570 había sido excomulgada por Pío V.

### Expedición de Drake a la península ibérica (1587)
Siguiendo la misma táctica (y, posiblemente, la única factible), en abril de 1587, Drake llevó a cabo una expedición de distracción y toma de información en las costas de la península ibérica. Primero, atacó a una parte de la flota que se encontraba amarrada en la bahía de Cádiz (fundamentalmente barcos mercantes de diversas nacionalidades). Después se apostó en el Algarve para intentar obstaculizar, sin mucho éxito, el avituallamiento de la flota que se organizaba en Lisboa pero, cansado de esperar, intentó acercarse hacia Lisboa, no con intención de atacar, sino de obtener el máximo de información posible. Allí rehuyó el enfrentamiento con la flota de Álvaro de Bazán. Tras deambular frente al estuario del Tajo sin que ninguna armada buscara un enfrentamiento muy decisivo, Drake puso rumbo hacia las islas Azores donde, por casualidad, capturó la carraca portuguesa San Felipe, que llegaba de las Indias Orientales con su carga comercial. En realidad, todo el periplo de Drake no fue más que una toma de contacto informativa para conocer lo que se les venía encima. La historiografía inglesa habitualmente inflamada de patriotismo, ha engrandecido estas acciones, escribiendo ampliamente sobre la supuesta importancia de las duelas de barril que Drake capturó y quemó en el Algarve en lugar de transportarlas a Inglaterra ya que eran tan valiosas. En realidad, Drake fue objeto de crítica por Lord Burghley quien atenuó en gran medida los logros que el propio pirata solía atribuirse.

### La Gran Armada (1588)
En agosto de 1588 los planes españoles de invasión de Inglaterra se hicieron efectivos: la armada española dirigida por el duque de Medina Sidonia se dirigió a Inglaterra, si bien, desde el principio se vio sometida a una situación climatológica especialmente dura para una armada compuesta por barcos de carga de escasa maniobrabilidad, escoltados por galeones mucho más ágiles pero que, en todo caso, no podían desguarnecer la formación. En el canal de la Mancha, los fuertes vientos facilitaron el lanzamiento de 8 brulotes incendiados que a punto estuvieron de arrojar a muchos barcos contra los bajíos arenosos de Zelanda, si bien, por muy poco, lograron evitar la catástrofe. Durante las horas que supuso ir reubicando la armada a salvo en alta mar, se produjo la batalla de Gravelinas, sin valor decisivo, aunque la reina de Inglaterra decretó el silencio informativo sobre la entidad de sus pérdidas. Tras la batalla, la persistencia en la fuerza y dirección del viento impidió que la armada española recuperase su posición en Calais, decidiéndose el regreso a España rodeando las islas británicas por arriba. Durante este regreso, la situación climatológica empeoró aún más, lanzando contra las costas escocesas e irlandesas a unos 26 naves. La pérdidas humanas y materiales fueron muy elevadas, si bien, el grueso de la flota, especialmente los galeones que eran los barcos más avanzados del momento, pudieron regresar a España. 

### La Contra Armada Inglesa (1589)
En 1589 las fuerzas inglesas bajo el mando de Francis Drake y John Norreys atacaron La Coruña, donde fueron rechazadas. Desde allí, continuaron hacia Lisboa,  plaza en la que fueron derrotados, precisamente por un ejército y una armada que, algunos de cuyos elementos, constituían restos del intento de invadir Inglaterra el año anterior.
El fracaso de la Contraarmada inglesa, que desplegó más de 150 naves de distintos tipos y perdió más de 40 navíos entre hundimientos y capturas durante el desarrollo de sus operaciones, causó grandes pérdidas financieras en el tesoro isabelino, y permitió a Felipe reconstruir la flota española del Atlántico, que volvió rápidamente a tener supremacía.

### Hechos siguientes
Un sistema sofisticado de escolta y de inteligencia frustraron la mayoría de los ataques corsarios a la Flota de Indias a partir de la década de 1590: las expediciones bucaneras de Martin Frobisher y John Hawkins en el comienzo de dicha década fueron derrotadas. Asimismo, el navío Revenge (Venganza) uno de los más importantes de su marina fue apresado cerca de las Azores en la batalla de Flores (1591), cuando una flota inglesa pretendía capturar la Flota de Indias.
En 1592 el marino Pedro de Zubiaur dispersaba un convoy inglés de 40 buques incendiando la nave capitana y capturando otros tres barcos; al año siguiente en la batalla de Blaye derrotaba a una pequeña flota de seis buques ingleses (hundiendo sus dos unidades principales) y escapaba de una flota aún mayor enviada para capturarle.

### Campañas de Bretaña (1590-1595)
Felipe envió tropas a Bretaña en el noroeste de Francia en 1590 para ayudar a la Liga Católica contra Enrique IV, nuevo rey de Francia y anteriormente protestante. Felipe también ordenó a Alejandro Farnesio, duque de Parma, su gobernador general en los Países Bajos, invadir el norte de Francia y romper el asedio de París. Temiendo que una toma española de puertos franceses en el canal de la Mancha pudiera conducir a una invasión de Inglaterra, Isabel acordó proporcionar a Enrique asistencia militar.
En noviembre de 1594, los ingleses obtuvieron una gran victoria en Crozon. Aunque Inglaterra había perdido a miles de hombres en Francia y había agotado severamente sus recursos financieros, las campañas de Bretaña tuvieron éxito porque frustraron los esfuerzos españoles en Francia, paralizaron las operaciones españolas en los Países Bajos y limitaron las oportunidades españolas para intervenir en Irlanda.

### Expedición de Drake y Hawkins de 1595-1596
Entre 1595 y 1596, una expedición inglesa contra los asentamientos españoles en el Caribe, comandada por Drake y Hawkins, fue derrotada primero en Las Palmas de Gran Canaria y luego en sucesivos enfrentamientos frente a fuerzas españolas muy inferiores en número en diferentes localizaciones caribeñas. Las defensas españolas se adelantaron a los atacantes, sufriendo los ingleses grandes pérdidas, incluyendo la muerte de ambos marinos.

### Últimos episodios de la guerra
En 1595, cuatro galeras españolas comandadas por Carlos de Amésquita desembarcaron en Cornualles, al oeste de Inglaterra. En dos días los españoles saquearon las poblaciones de Newlyn, Paul, Penzance y Mousehole. La expedición de Amésquita fue una de las pocas veces en que soldados españoles desembarcaron en Inglaterra.
En julio de 1596, una expedición angloneerlandesa dirigida por Robert Devereux, II conde de Essex, capturó Cádiz, destruyendo la flota española fondeada en la bahía; en octubre de ese mismo año la flota española bajo el mando de Martín de Padilla se desbarató por una tormenta frente a las costas de Galicia cuando se dirigía a Irlanda. Esta armada fue reorganizada y los ingleses no pudieron atacarla por otra tormenta en las costas gallegas. Entre junio y agosto de 1597, la flota inglesa organizó la expedición Essex-Raleigh a Ferrol y las Azores, donde no consiguió imponerse a la flota española de regreso de las Indias. Una nueva expedición española contra Inglaterra en octubre del mismo año fue desbaratada por un temporal en el canal de la Mancha. Sin embargo, siete navíos llegaron a Falmouth y de ellos desembarcaron 400 soldados, que se atrincheraron en la zona en posición de combate hasta que, transcurridos unos días, comprobaron que la invasión se había frustrado y reembarcaron.
Tras la muerte de Felipe II en 1598, su sucesor Felipe III de España proseguiría la guerra contra Inglaterra. En mayo de 1600 se iniciaron conversaciones de paz en Boulogne-sur-Mer, que resultaron fallidas.
En octubre de 1601 Juan del Águila desembarcó al frente de sus tercios en Kinsale, en la costa sur de Irlanda, para apoyar a las fuerzas irlandesas que en aquella época sostenían contra Inglaterra la guerra de los Nueve Años. Las tropas españolas serían derrotadas a comienzos de 1602 en la batalla de Kinsale, con la coalición perdiendo 1200 hombres, entre ellos 90 españoles, forzando así su regreso a España y dejando como prioritaria la consecución de sus objetivos en Flandes. En febrero de 1603 ocurrió la batalla de Puerto Caballos.

## Acuerdos de paz
Tras la muerte de Isabel I en 1603, su sucesor Jacobo I de Inglaterra firmó en 1604 el Tratado de Londres con Felipe III, mediante el cual ambos países acordaban el fin de la guerra.
El resultado para España fue más positivo: concedían algunas libertades comerciales en las Indias, la monarquía española reconocía el régimen protestante en Inglaterra renunciando Felipe III a su pretensión heredada de su padre a la Corona inglesa a cambio de que estos cesasen el apoyo al alzamiento holandés, el corso en la carrera de las Indias, tolerasen el culto católico y levantaban el bloqueo del Canal de la Mancha.[cita requerida] Fue la principal potencia europea en el siglo XVII, hasta que las derrotas contra Francia en la guerra de los Treinta Años y el ascenso del poderío naval neerlandés acabaron reduciéndola a una potencia más.[cita requerida]

## Galería

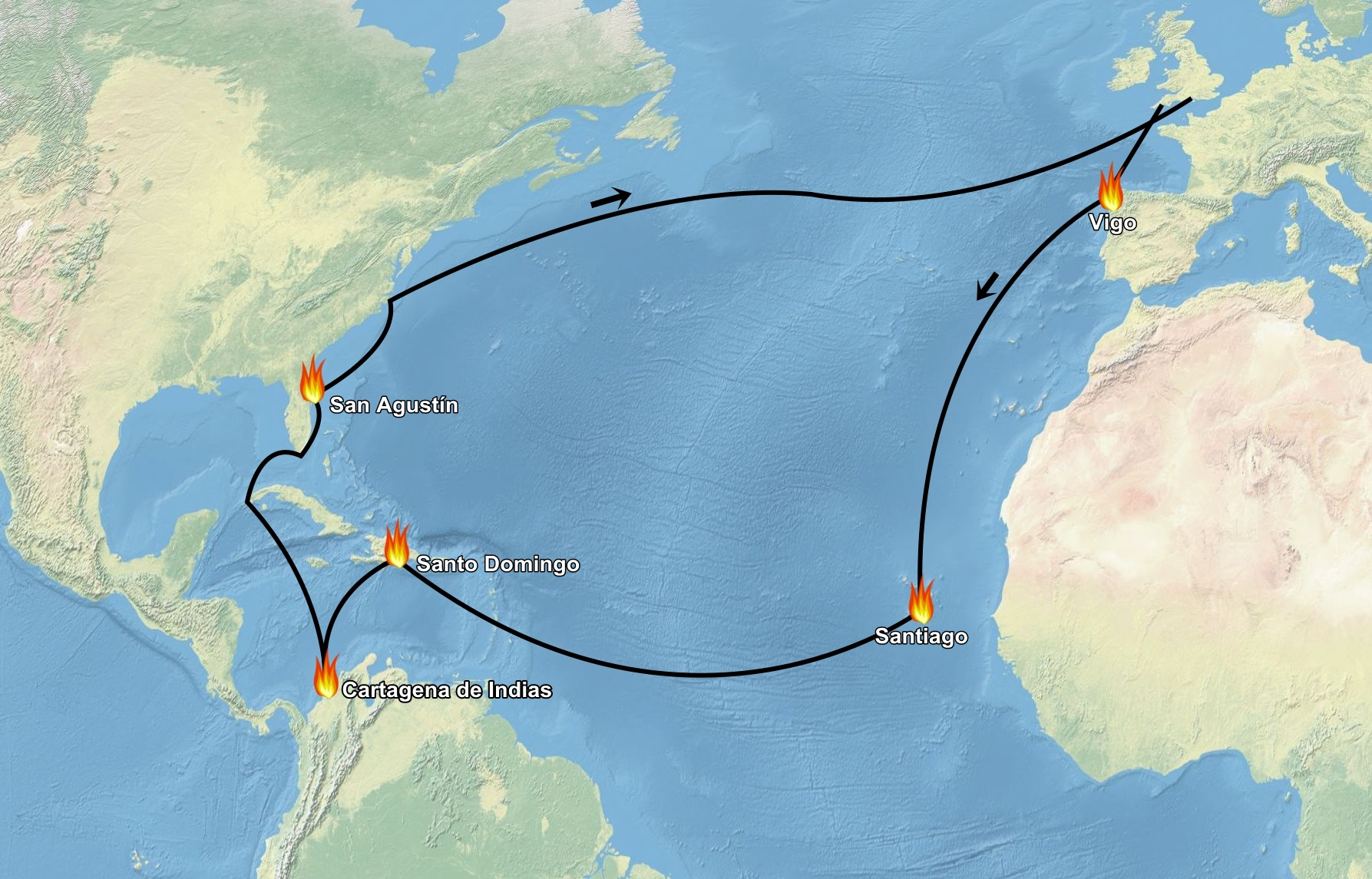
Ruta de la expedición en la que participó Francis Drake, que partió de Plymouth en 1585 y regresó a Portsmouth en 1586.
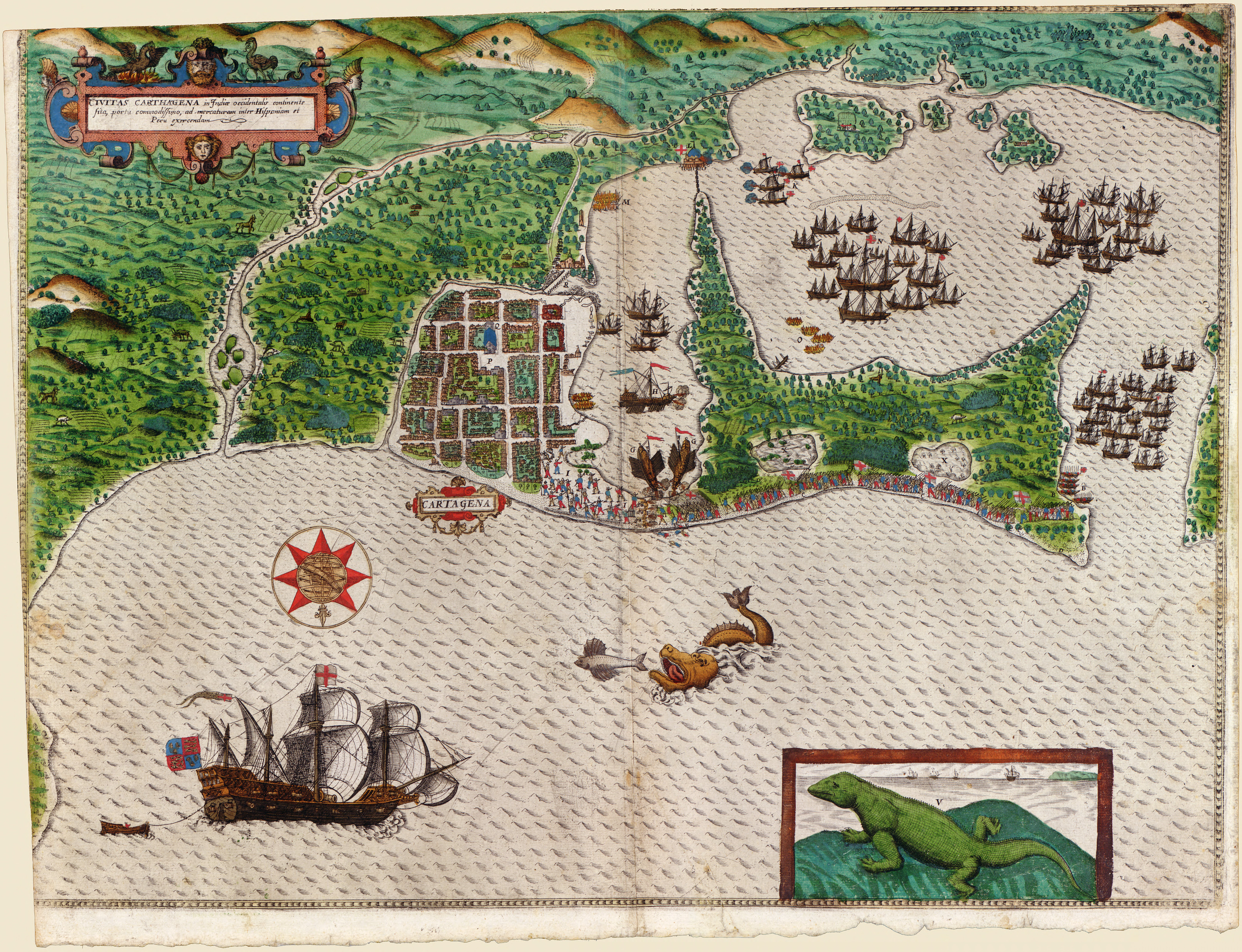
Ataque de Francis Drake a Cartagena
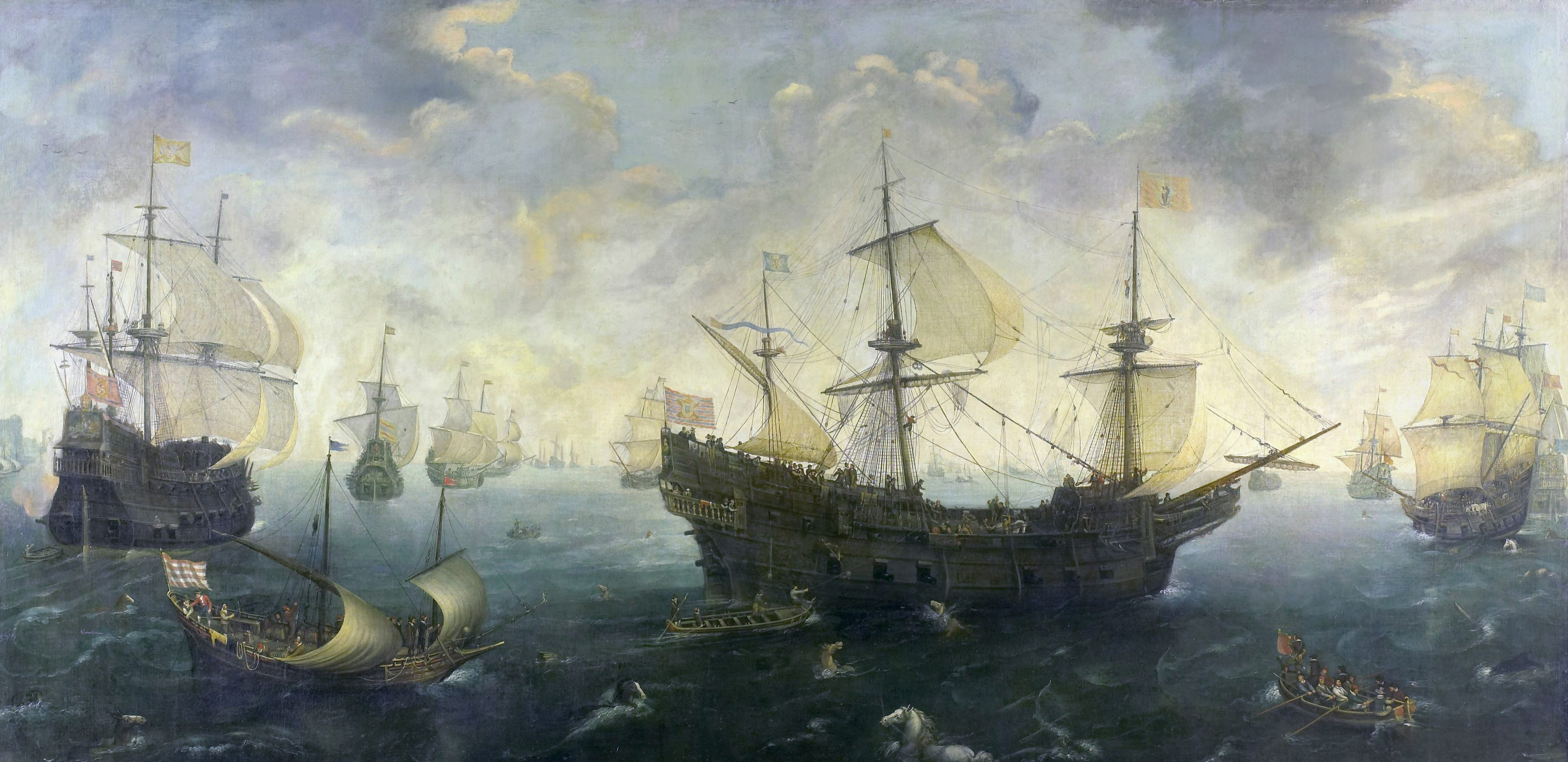
La Armada Invencible
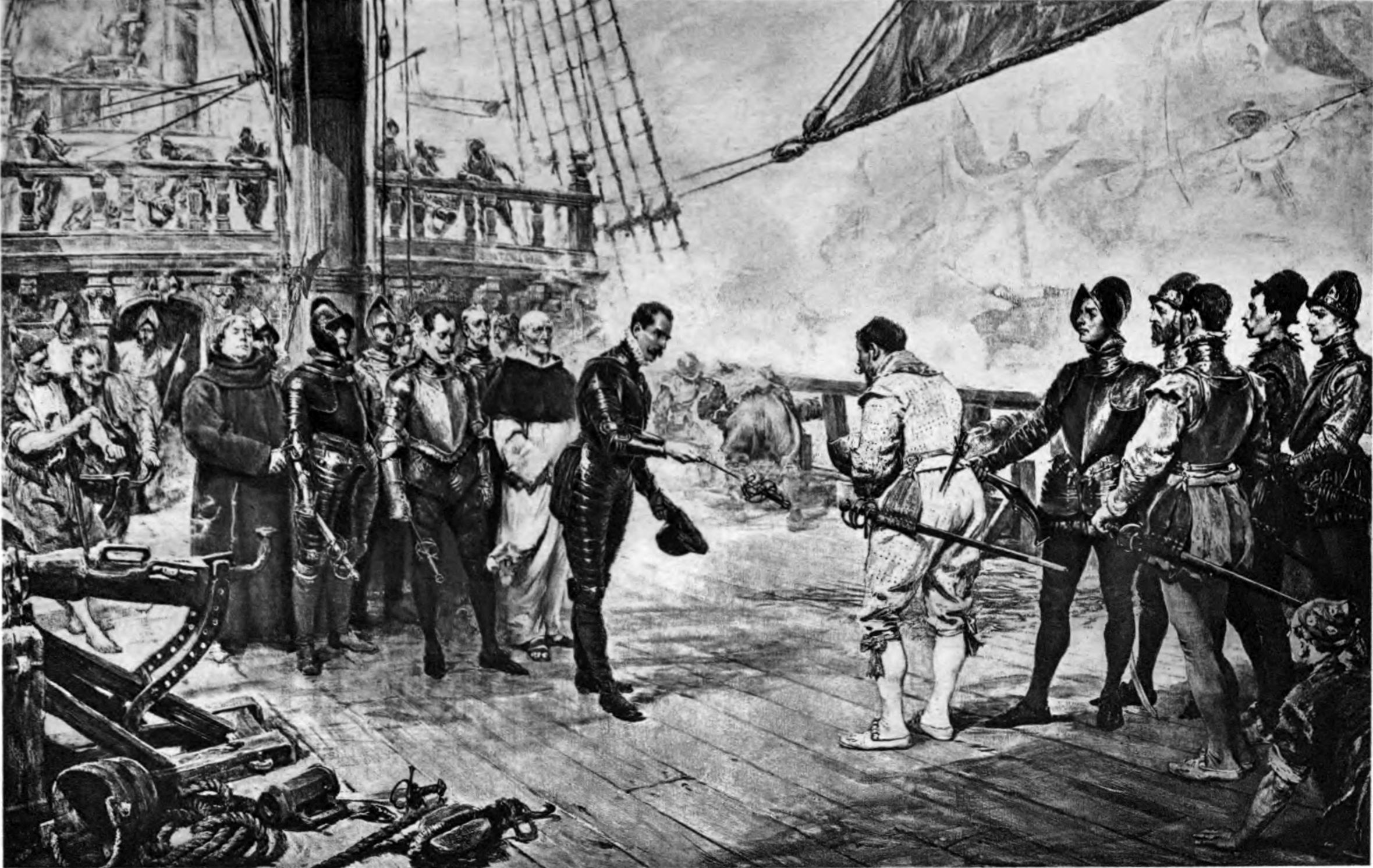
El capitán del galeón español Nuestra Señora del Rosario se rinde a Francis Drake de la Venganza
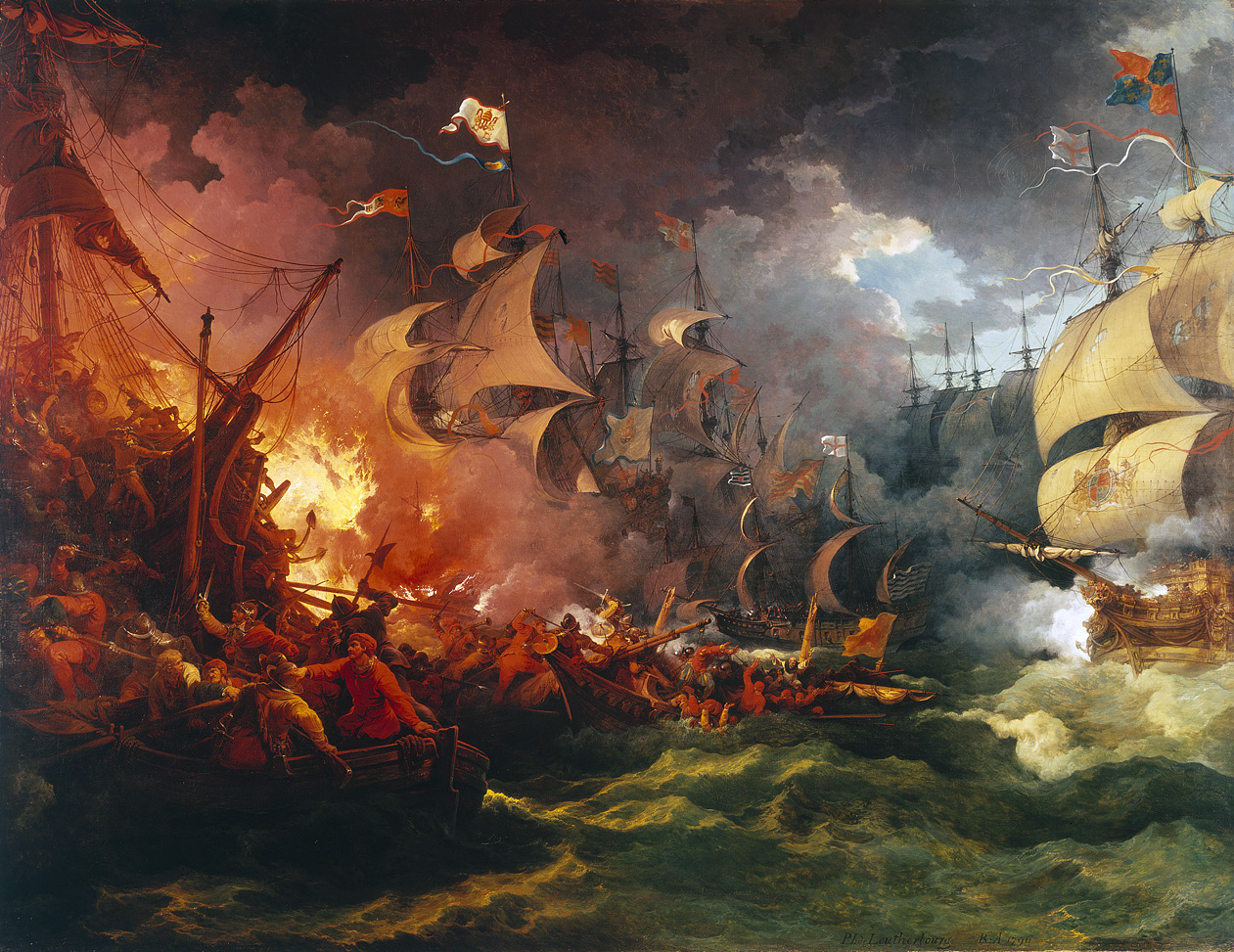
Cuadro de la derrota de la Armada Invencible, por Loutherbourg (1796).
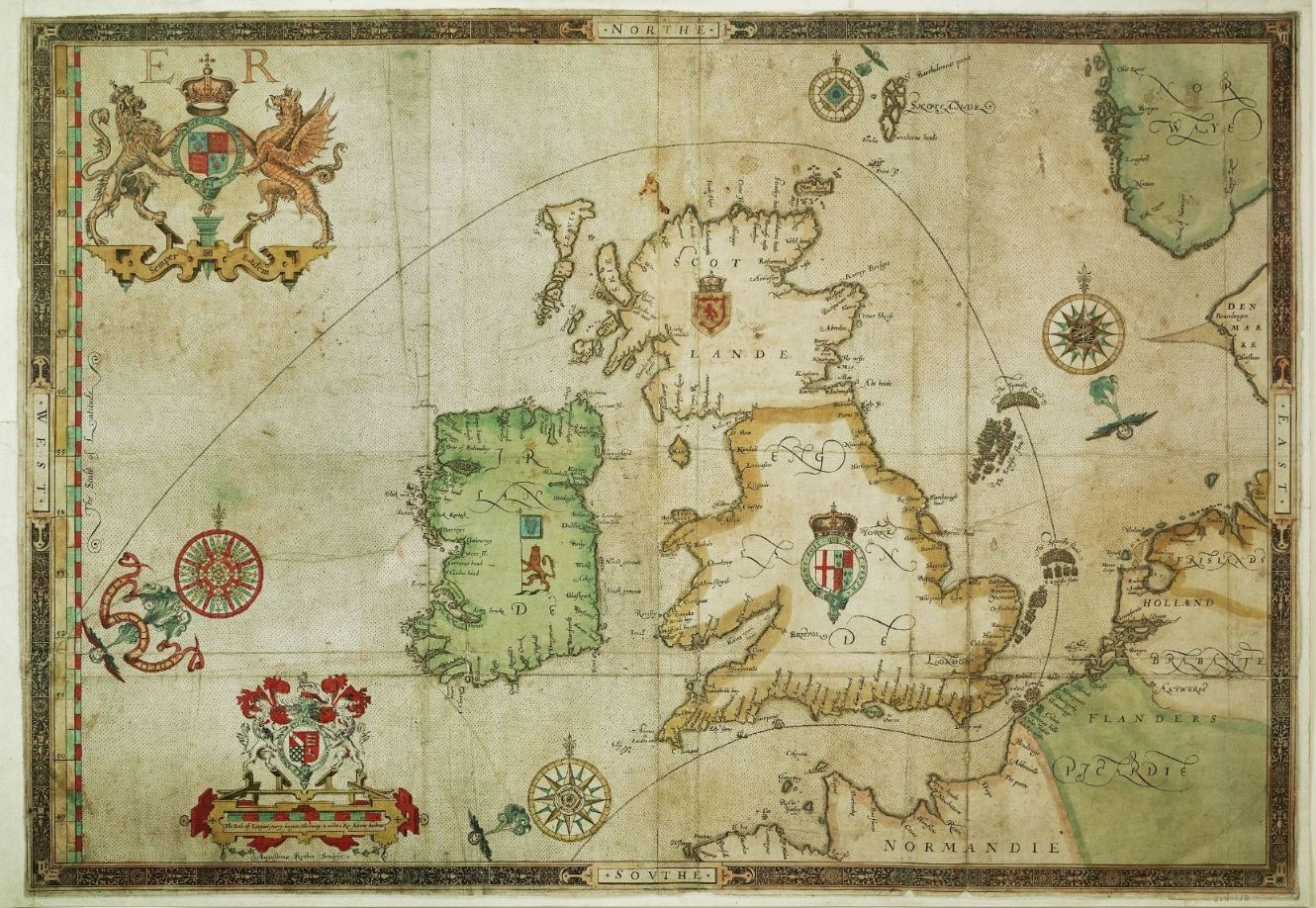
El paso de la Armada Invencible alrededor de Gran Bretaña
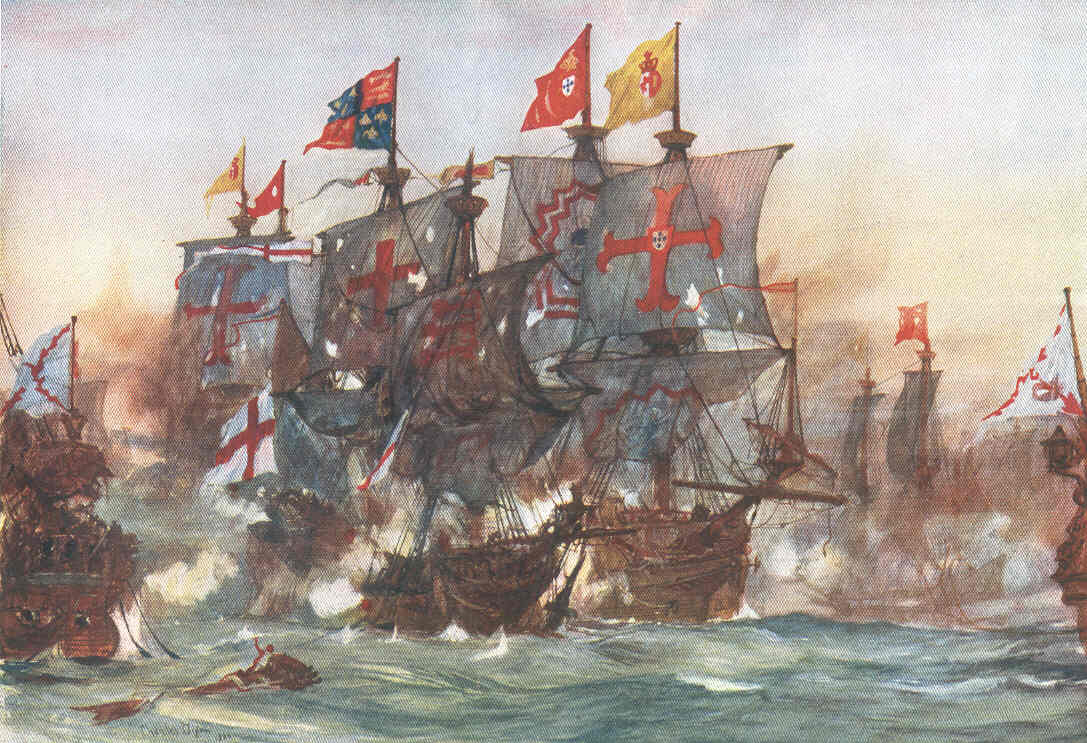
El Venganza combatiendo en las Azores
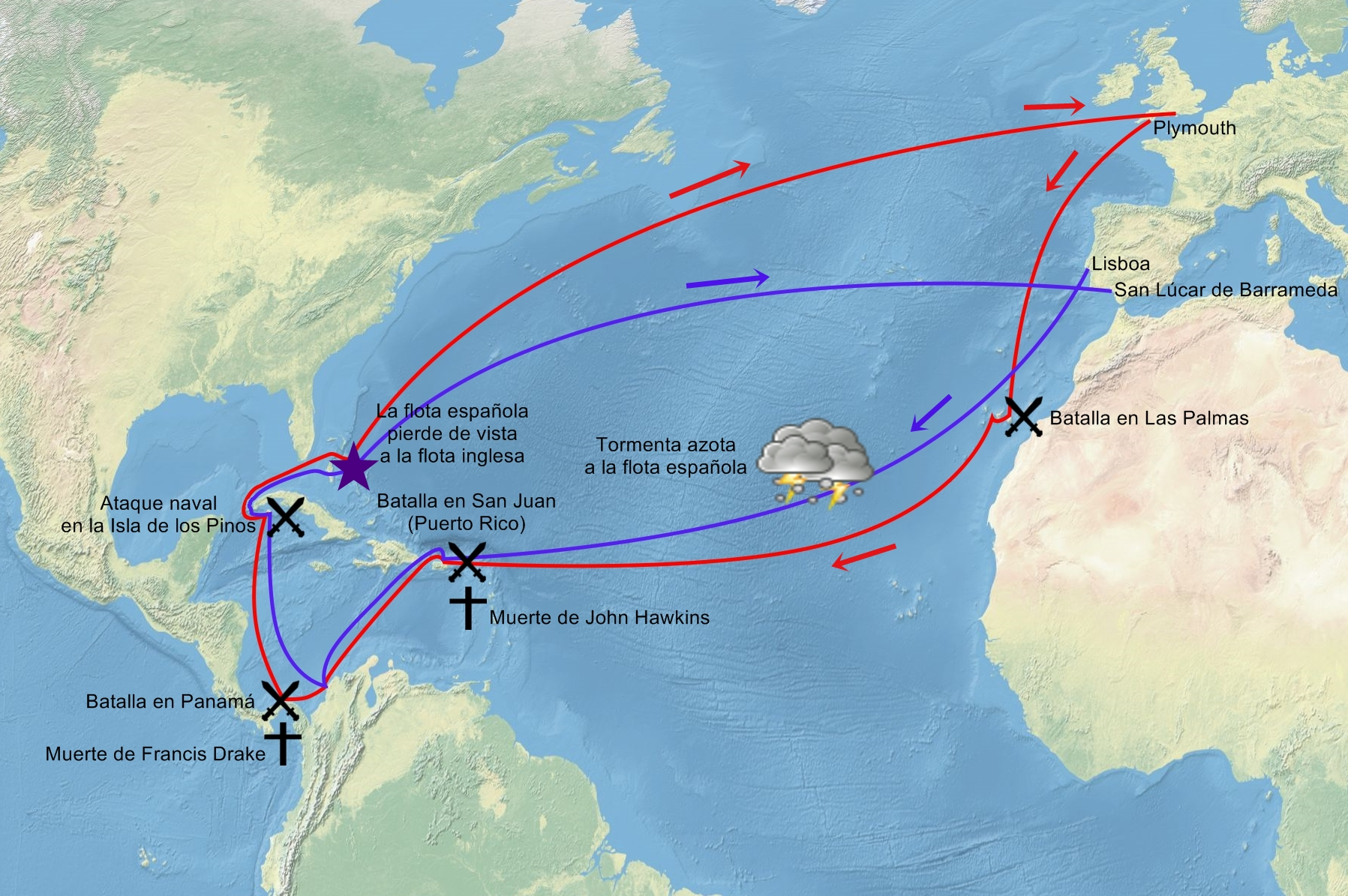
Recorrido aproximado de la expedición de Francis Drake y de John Hawkins de 1595-1596 (en rojo) y del seguimiento y final ataque naval de la flota de Bernardino de Avellaneda y Juan Gutiérrez de Garibay (en azul)
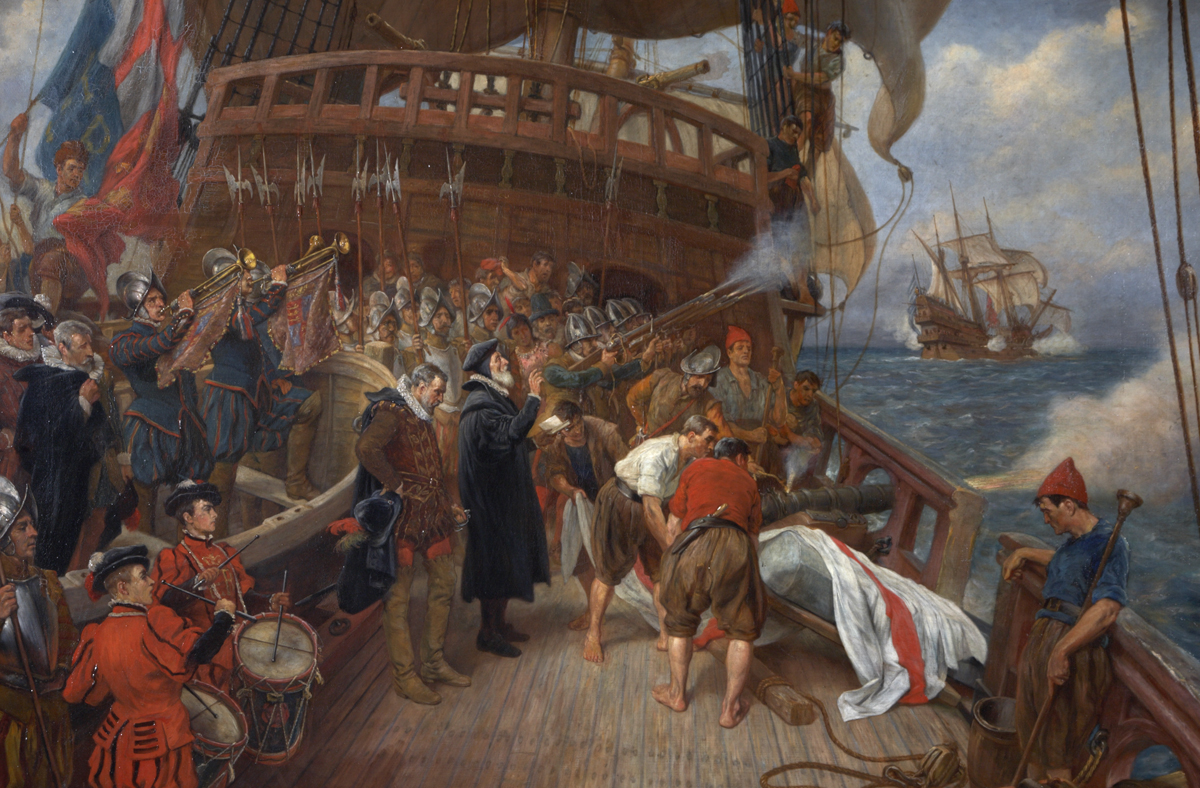
Entierro del almirante Drake
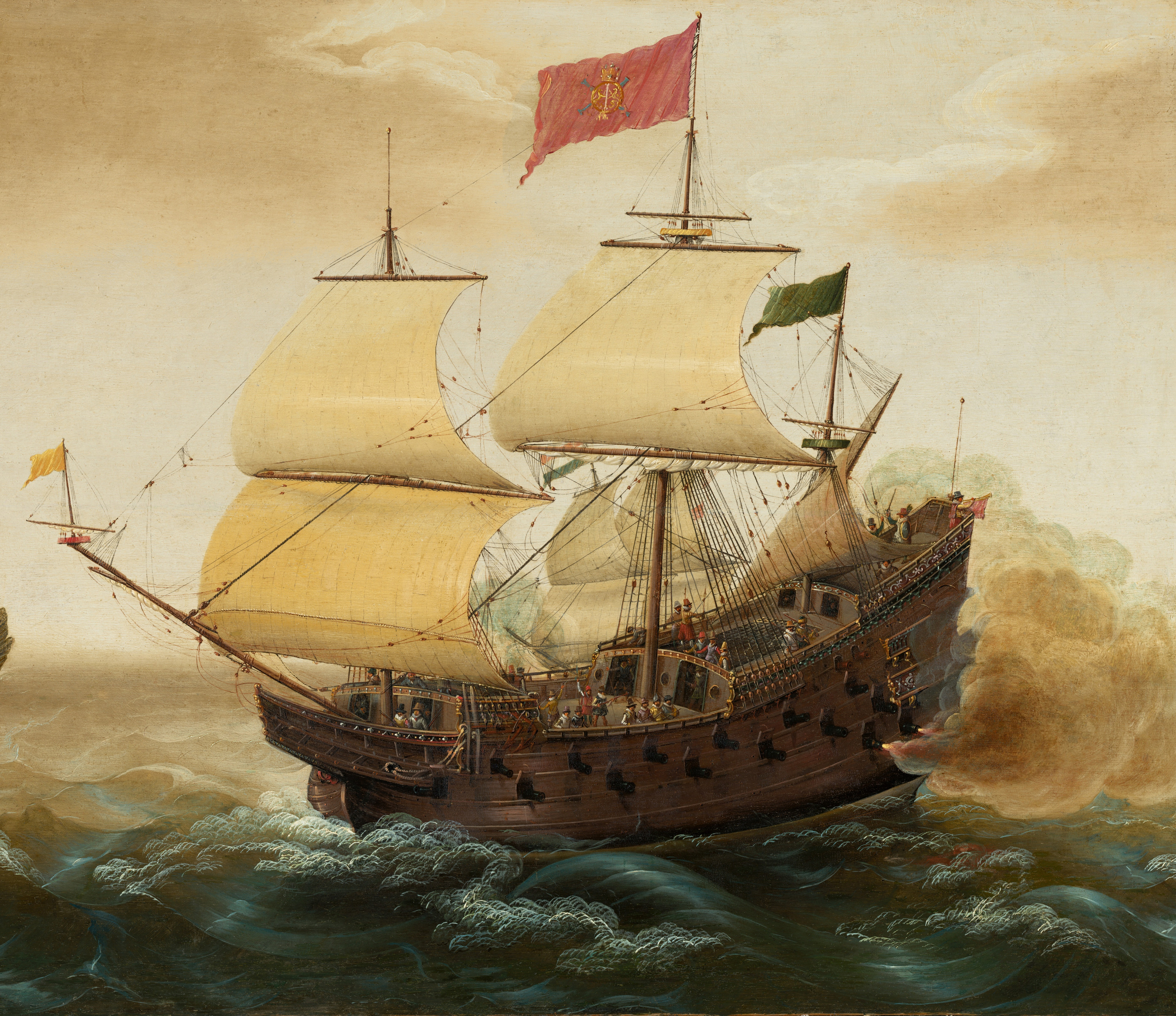
Galeón español disparando su cañón